# Władysław Sadowski
Władysław Andrzej Sadowski herbu Lubicz (ur. 15 grudnia 1907 w Balinie pod Kamieńcem, zm. 29 marca 1956 w Krakowie) – oficer Wojska Polskiego, ksiądz, działacz stowarzyszenia akademickiego Odrodzenie.

## Życiorys
Urodził się z zamożnej rodzinie ziemiańskiej na Podolu rosyjskim. Był synem Ludwika i Ireny z Czerwińskich. Studiował na Uniwersytecie Jagiellońskim i Wyższym Studium Handlowym w Krakowie. W czasie studiów zawiązał się z ruchem stowarzyszeń katolickich, gdzie pełnił kierownicze funkcje. Ukończył Szkołę Podchorążych Rezerwy Piechoty w Cieszynie. Na stopnień podporucznika został mianowany ze starszeństwem z 1 stycznia 1933 i 666. lokatą w korpusie oficerów piechoty. Posiadał przydział w rezerwie do 11 Pułku Piechoty w Tarnowskich Górach.
W 1939 został zmobilizowany i odbył kampanię wrześniową jako oficer 10. pułku artylerii lekkiej. W 1940 służył w Samodzielnej Brygadzie Strzelców Podhalańskich na stanowisku dowódcy II plutonu 1. kompanii strzeleckiej 1. batalionu strzelców podhalańskich. Wziął udział w bitwie o Narwik.
W 1946 przyjął we Francji święcenia kapłańskie. Po powrocie do Krakowa był kapelanem akademickim. Od 1951 był kanonikiem tytularnym.
Zmarł w Krakowie w 1956.
Był odznaczony Krzyżem Walecznych za kampanię norweską.